# Eudes de Deuil
Eudes of Deuil sau Odo(n) (n. 1110, Deuil – d. 18 aprilie 1162) a fost istoric francez și participant la Cruciada a doua.
Aparținând unei familii modeste, Eudes de Deuil, a devenit călugăr și confident al lui Suger, abate de Saint-Denis. A luat parte la Cruciada a doua din 1147, unde a servit drept capelan al regelui Ludovic al VII-lea al Franței.
Narațiunea sa asupra acestei cruciade este intitulată De profectione Ludovici VII in Orientem (Asupra trecerii lui Ludovic al VII-lea în Orient) și relatează evoluția cruciadei pe traseul pornind din Franța și până la sosirea regelui la Antiohia. Scopul pentru care Eudes a purces la această scriere a fost dorința abatelui Suger de a compune o istorie a vieții lui Ludovic. În contrast cu versiunea oferită de Otto de Freising, Eudes explică eșecul acestei cruciade în termenii acțiunii umane mai degrabă decât prin voința lui Dumnezeu. Scopul său principal era clar acela de a-l glorifica pe regele Franței, dar totodată și de a realiza un fel de îndrumător pentru viitorii cruciați, așa încât erorile din cadrul Cruciadei a doua să nu se repete în viitor.
În scrierea sa, Eudes îl acuză pentru insuccesul cruciadei pe împăratul Manuel I Comnen al Bizanțului. Prejudecata sa împotriva lumii bizantine l-a făcut pe istoricul Steven Runciman să-l descrie pe Eudes drept "hysterically anti-Greek"
(isteric ostil grecilor).
Narațiunea lui Eudes se încheie cu sosirea la Antiohia a trupelor de cruciați rămase după înfrângerile în fața selgiucizilor, astfel încât nu include și nereușitul asediu asupra Damascului.
În continuare, Eudes de Deuil s-a întors în Franța și a devenit abate de Saint-Denis din anul 1151.